# (9621) Michaelpalin
(9621) Michaelpalin ist ein Asteroid des Hauptgürtels, der am 21. März 1993 im Zuge der Uppsala-ESO Survey of Asteroids and Comets am La-Silla-Observatorium (IAU-Code 809) der Europäischen Südsternwarte in Chile entdeckt wurde.
Der Asteroid wurde am 20. März 2000 nach dem englischen Schauspieler, Autor, Sänger, Reisejournalist und ehemaligen Präsidenten der Royal Geographical Society Michael Palin (* 1943) benannt, der als Mitglied der britischen Komikergruppe Monty Python berühmt wurde.